# أرتيك
أرتيك (بالروسية: Артык) هي مدينة في جمهورية ياقوتيا في روسيا. يبلغ عدد سكانها 484 نسمة (حسب إحصاء عام 2010).